# Federico Profeti
Federico Profeti (Livorno, 25 juni 1972) is een Italiaans voormalig wielrenner.

## Belangrijkste overwinningen
1995
- Trofeo Franco Balestra

1996
- GP Chiasso
- GP de Genève

## Resultaten in voornaamste wedstrijden
| Jaar | Milaan-San Remo |
| ---- | --------------- |
| 1996 | 128e            |